# Martin Sabarots
Martin Sabarots, né le 22 février 1894 à Guiche et mort le 30 novembre 1944 à Gaggenau, est un résistant français du réseau Alliance exécuté sommairement par les Allemands pendant la Seconde Guerre mondiale.

## Biographie
Martin, Jean Sabarots est constructeur de bateau quand éclate la Seconde Guerre mondiale,.
Il s'engage, sous le pseudonyme de « Turbot » et « N.2 », dans la Résistance au sein du réseau Alliance. Il est agent de renseignement dans le secteur de Bordeaux,,.
Le 9 décembre 1943, il est arrêté par les Allemands.
Le 27 janvier 1944, il part de Compiègne vers le camp de concentration de  Buchenwald. Puis, après avoir été détenu à la prison d'Offenburg, il est transféré au camp de Gaggenau annexe du camp de sûreté de Vorbruck-Schirmeck.
Le 3 mai 1944, après étude de son dossier par le Reichskriegsgericht, il n'est pas jugé, mais classé Nacht und Nebel (NN) et remis, le 10 septembre 1944, à la disposition du Sicherheitsdienst (SD).
Le 29 novembre 1944, il est informé qu'il quitte le camp le lendemain.
Le 30 novembre 1944, il est emmené avec les autres déportés du Réseau Alliance (Pierre Audevie, Joseph Bordes, Sigismond Damm, Jean-Henri Durand, MIchel Gartner, Robert Gontier, André Joriot, André Soussotte) dans une forêt, près de Gaggenau où ils sont abattus sommairement,.
Après la guerre, grâce aux indications de l'abbé Hett qui fut leur compagnon de détention, leurs corps sont découverts dans un charnier sur le lieu de leur exécution. Le corps de Martin Sabarots est rapatrié en France où il est identifié à Strasbourg le 10 juillet 1945.

## Reconnaissance

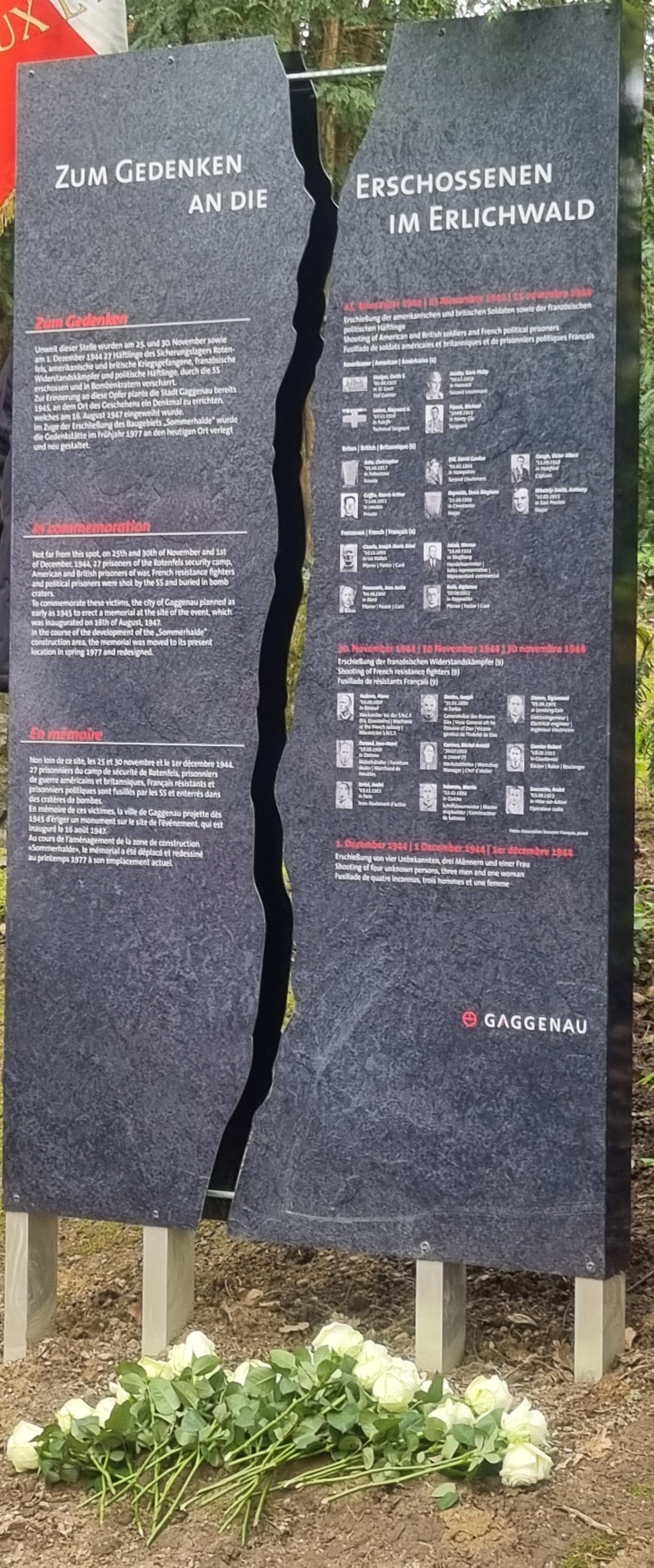
Stèle inaugurée le 30/04/2023 à Gaggenau.

À Gaggenau, son nom et sa photos figurent sur la stèle commémorative inaugurée, le 30 avril 2023, par la municipalité.
Son nom figure sur une plaque commémorative :
- de l’église Sainte-Marie de la Bastide, à Bordeaux[1] ;
- la plaque commémorative du réseau Alliance à l’entrée de la base sous-marine de Bordeaux[1].

## Distinctions
Il est reconnu « Mort pour la France », « Déporté résistant » et « Mort en déportation » (3 novembre 1997),,,.
- Médaille de la Résistance française par décret du 29 avril 1953[6].